# Assamacris trimaculata
Assamacris trimaculata is een rechtvleugelig insect uit de familie veldsprinkhanen (Acrididae). De wetenschappelijke naam van deze soort is voor het eerst geldig gepubliceerd in 2007 door Mao, Ren & Ou.